# Рителе-Сьвенцькі
Рителе-Сьвенцькі (пол. Rytele Święckie) — село в Польщі, у гміні Косув-Ляцький Соколовського повіту Мазовецького воєводства.
Населення — 306 осіб (2011).
У 1975-1998 роках село належало до Седлецького воєводства.

## Демографія
Демографічна структура станом на 31 березня 2011 року:
|          | Загалом | Допрацездатний вік | Працездатний вік | Постпрацездатний вік |
| -------- | ------- | ------------------ | ---------------- | -------------------- |
| Чоловіки | 158     | 34                 | 108              | 16                   |
| Жінки    | 148     | 34                 | 84               | 30                   |
| Разом    | 306     | 68                 | 192              | 46                   |